# 豐頃町
豐頃町（日语：／ Toyokoro chō */?）位於北海道十勝綜合振興局東南部的十勝川河口。境內的十勝川沿岸及沿海地區為平原地形，其餘地區則為丘陵地帶。當地以農業、酪農業和漁業為主，生產馬鈴薯、甜菜、小麥、豆等農產品。漁業方面以大津漁港為據點，主要漁獲包括鮭魚、螃蟹、北寄貝、柳葉魚等。由於十勝地區的開發歷史是從十勝川河口逆流而上，因此當地被認為是十勝地區的發源地，而榆樹為此城鎮的象徵。
名稱來自阿伊努語的「toy-e-kor」，意思為蜂斗菜生長的地方。

## 人口
| 豐頃町人口分布圖 |                                               |  |
| 豐頃町與日本全國年齡別人口分布比較圖 （2005年資料） | 豐頃町的年齡、男女別人口分布圖 （2005年資料） |  |
| ■紫色是豐頃町 ■綠色是全国 | ■藍色是男性 ■紅色是女性                       |  |
| 豐頃町人口變化 \| 1970年 \| 7,386人 \| \| \| 1975年 \| 6,280人 \| \| \| 1980年 \| 5,779人 \| \| \| 1985年 \| 5,541人 \| \| \| 1990年 \| 5,050人 \| \| \| 1995年 \| 4,519人 \| \| \| 2000年 \| 4,164人 \| \| \| 2005年 \| 3,732人 \| \| \| 2010年 \| 3,394人 \| \| \| 2015年 \| 3,182人 \| \| \| 2020年 \| 3,022人 \| \| |                                               |  |
| 資料來源：日本總務省統計中心提供之人口普查數據 |                                               |  |
| 1970年 | 7,386人                                       |  |
| 1975年 | 6,280人                                       |  |
| 1980年 | 5,779人                                       |  |
| 1985年 | 5,541人                                       |  |
| 1990年 | 5,050人                                       |  |
| 1995年 | 4,519人                                       |  |
| 2000年 | 4,164人                                       |  |
| 2005年 | 3,732人                                       |  |
| 2010年 | 3,394人                                       |  |
| 2015年 | 3,182人                                       |  |
| 2020年 | 3,022人                                       |  |

## 歷史
- 1880年：設置十勝外4郡戶長役場。[6]
- 1899年：改設置中川郡豐頃村、安骨村戶長役場。
- 1906年4月1日：豐頃村、安骨村與旅來村的部份區域合併成豐頃村，並成為北海道二級村[7]
- 1955年4月1日：十勝郡大津村（日语：大津村 (北海道)）廢村，部份區域被併入豐頃村。
- 1965年1月1日：豐頃村改制為豐頃町。

## 交通

### 鐵路
- 北海道旅客鐵道
  - 根室本線 ：十弗車站 - 豐頃車站

### 道路
| 一般國道 - 國道38號 - 國道336號 主要地方道 - 北海道道62號豐頃糠內芽室線 - 北海道道73號帶廣浦幌線 | 道道 - 北海道道210號尾田豐頃停車場線 - 北海道道318號湧洞豐頃停車場線 - 北海道道320號旅來豐頃停車場線 - 北海道道597號十弗浦幌線 - 北海道道882號利別牛首別線 - 北海道道911號大津旅來線 - 北海道道912號大津長節線 - 北海道道1051號湧洞線 |

## 觀光資源
觀光
- 大津·長節原生花園

文化遺產
- （北海道指定有形文化財）：大津稻荷神社收藏
- （北海道指定天然記念物）
- 大津海岸長節湖畔野生植物群落（北海道指定天然記念物）

## 教育
中學校
- 豐頃町立豐頃中學校

小學校
- 豐頃町立豐頃小學校
- 豐頃町立大津小學校

## 姊妹、友好都市

### 日本
- 相馬市（福島縣）
- 滑川市（富山縣）

### 海外
- Summerland（页面存档备份，存于）（加拿大 卑詩省）